# Campeonato Brasiliense 1962
In 1962 werd het vierde Campeonato Brasiliense gespeeld voor clubs uit het Federaal District, waartoe de hoofdstad Brasilia behoort. De competitie, ook wel Candangão genaamd, werd georganiseerd door de FBF en werd georganiseerd door de FBF en werd gespeeld van 1 juli 1962 tot 3 februari 1963. Defelê werd de kampioen.

## Eerste toernooi

### Groep Noord
| Plaats | Club               | Wed. | W | G | V | Saldo | Ptn. |
| ------ | ------------------ | ---- | - | - | - | ----- | ---- |
| 1.     | Colombo            | 8    | 5 | 2 | 1 | 28:8  | 12   |
| 2.     | Guará              | 8    | 5 | 2 | 1 | 22:9  | 12   |
| 3.     | Grêmio Brasiliense | 8    | 3 | 1 | 4 | 8:13  | 7    |
| 4.     | Presidência        | 8    | 2 | 1 | 5 | 7:27  | 5    |
| 5.     | Cruzeiro do Sul    | 8    | 1 | 2 | 5 | 7:15  | 4    |

|  | Geplaatst voor tweede toernooi |

### Groep Zuid
Alvorada trok zich na de heenronde terug.
| Plaats | Club      | Wed. | W | G | V | Saldo | Ptn. |
| ------ | --------- | ---- | - | - | - | ----- | ---- |
| 1.     | Rabello   | 7    | 6 | 0 | 1 | 18:7  | 12   |
| 2.     | Defelê    | 7    | 3 | 2 | 2 | 15:11 | 8    |
| 3.     | Nacional  | 7    | 4 | 0 | 3 | 12:10 | 8    |
| 4.     | Guanabara | 7    | 1 | 2 | 4 | 7:12  | 4    |
| 5.     | Alvorada  | 4    | 0 | 0 | 4 | 3:15  | 0    |

|  | Geplaatst voor tweede toernooi |

## Tweede toernooi
| Plaats | Club               | Wed. | W | G | V | Saldo | Ptn. |
| ------ | ------------------ | ---- | - | - | - | ----- | ---- |
| 1.     | Defelê             | 10   | 5 | 4 | 1 | 12:8  | 14   |
| 2.     | Colombo            | 10   | 6 | 1 | 3 | 19:11 | 13   |
| 3.     | Rabello            | 10   | 3 | 4 | 3 | 11:11 | 10   |
| 4.     | Guará              | 10   | 1 | 6 | 3 | 9:11  | 8    |
| 5.     | Grêmio Brasiliense | 10   | 2 | 4 | 4 | 7:10  | 8    |
| 6.     | Nacional           | 10   | 2 | 3 | 5 | 10:17 | 7    |

|  | Kampioen |

### Kampioen
| Campeonato Brasiliense de 1962 |
| Federaal District              |
| ------------------------------ |
| DEFELÊ Kampioen (3° titel)     |